# Arvoredo (gemeente)
Arvoredo is een gemeente in de Braziliaanse deelstaat Santa Catarina. De gemeente telt 2.241 inwoners (schatting 2009).

## Aangrenzende gemeenten
De gemeente grenst aan Chapecó, Seara, Xanxerê, Xavantina en Xaxim.